# Никола Ковачев (футболист)
Вижте пояснителната страница за други личности с името Никола Ковачев.
Никола Димитров Ковачев е български футболист, защитник и треньор по футбол. Роден е на 4 юни 1934 г. в Горна Джумая, днес Благоевград.

## Кариера

### Футболист
Футболната си кариера започва в Пирин (Благоевград) от 1950 до 1954 г. След това играе в Ботев (Пловдив) от 1955 до 1956 г. и в ЦСКА от 1956 до 1966 г. Има 215 мача и 23 гола в А група (174 мача с 20 гола за ЦСКА и 41 мача с 3 гола за Ботев). С отбора на ЦСКА е седемкратен шампион на България (1957, 1958, 1959, 1960, 1961, 1962 и 1966) и носител на купата на страната през 1961 и 1965 г. Има 46 мача и 2 гола в националния отбор (1956 – 1963). Участва на XVI летни олимпийски игри през 1956 г. в Мелбърн (Австралия), където България заема 3-то място и на олимпиадата в Рим през 1960 г. В състава на националния отбор играе на първите за България финали на световно първенство по футбол през 1962 в Чили (в 3 мача). „Заслужил майстор на спорта“ от 1962 г. За ЦСКА има 17 мача и 3 гола за Купата на европейските шампиони. Участва на световното първенство в Чили през 1962 г.. За историята остават и двата гола на Ковачев във вратата на Ювентус през 1960 година, когато пред над 50 хиляди зрители на Националния стадион „Васил Левски“ ЦСКА елиминира италианския шампион след успех с 4:1.

### Треньор
След завършването на футболната си кариера е помощник-треньор на ЦСКА в периода (1967 – 1973), шампион през 1971, 1972 и 1973 и страши треньор на ЦСКА (1974 и 1977 – 1979) носител на купата на страната през 1974 г., старши треньор и на Пирин (Благоевград), Хебър и Лудогорец, Еносис Паралимни (Кипър) и Черно море.